# Overskud
Overskud betegner indenfor regnskabsvæsen en positiv forskel mellem en virksomheds omsætning og dens omkostninger i løbet af en given regnskabsperiode. Hvis denne forskel er negativ, er der tale om et underskud. Når man sammenligner virksomheders formåen er overskud et vigtigt parameter. 
Overskuddet tilfalder virksomhedens ejer eller aktionærerne. Der er en række regnskabstekniske måder at opdele overskud på. Man skelner således mellem overskud fra virksomhedens primære drift, fra dens sekundære drift, produktionsoverskud og overskud fra kapitalmarkedet samt ekstraordinært overskud. Regnskabsteknisk kan det være vanskeligt at opgøre omkostningerne og dermed også overskuddet, idet det ofte er uklart hvor meget aktiverne er steget i værdi i regnskabsperioden.
Indenfor økonomisk teori defineres overskud som det, der er tilbage efter ejerens nettoudtræk fra virksomheden tillagt egenkapitalens værdistigning i perioden. Begrebet overskud bygger således på aktivernes markedsværdi, på deres nutidsværdi og på alternativomkostninger.